# Dżajsz al-Muhadżirin wa-al-Ansar
Dżajsz al-Muhadżirin wa-al-Ansar (arab. ‏جيش المهاجرين والأنصار‎; Armia Emigrantów i Zwolenników Allaha) – islamska radykalna grupa zbrojna składająca się głównie z dżihadystów pochodzących z Czeczenii. Ekstremiści pod wodzą Abu Umara asz-Sziszaniego (Abu Czeczen) zaczęli ściągać do Syrii latem 2012. Współpracowali z głównym dżihadystycznym ugrupowaniem operującym w Syrii – Islamskim Państwem w Iraku i Lewancie (ISIS).
W sierpniu 2013 doszło do rozłamu ugrupowania po tym, jak Abu Czeczen wydalił z ugrupowania emira Sijf Allaha. Abu Umar asz-Sziszani dążył do połączenia z ISIS, jednak spora część bojowników czeczeńskiego ugrupowania nie poparła jego decyzji i w grudniu 2013 usunięto go ze stanowiska. W związku z nasilającą się rywalizacją między ISIS i innymi ugrupowaniami islamskimi, Dżajsz al-Muhadżirin wa-al-Ansar pod wodzą Salah ad-Dina asz-Sziszaniego, dołączył 24 lutego 2014 do struktury wojskowej pod nazwą Ahl asz-Szam, tworzonej przez takie ugrupowania islamskie jak Dżabhat an-Nusra, Front Islamski i Armia Mudżahedinów. Po załamaniu się współpracy, 25 lipca 2014 ugrupowanie przeszło do sojuszu batalionów islamskich pod nazwą Dżabhat Ansar ad-Din (Front Obrońców Wiary).
Ugrupowanie koncentrowało się głównie na walkach pod Aleppo.